# Psammisia sclerantha
Psammisia sclerantha är en ljungväxtart som beskrevs av A. C. Smith. Psammisia sclerantha ingår i släktet Psammisia och familjen ljungväxter. Inga underarter finns listade i Catalogue of Life.